# Ypirangathemis calverti
Ypirangathemis
Genre
Espèce
Ypirangathemis calverti, unique représentant du genre Ypirangathemis, est une espèce de libellules de la famille des Libellulidae (sous-ordre des Anisoptères, ordre des Odonates).

## Répartition
Ypirangathemis calverti se rencontre du Venezuela jusqu'au Brésil jusqu'à Sao Paulo

## Description
Ypirangathemis calverti a un de corps de couleur noire ou bleu nuit aux reflets métalliques. Une fine rayure jaunâtre est présente sur la face dorsale du prothorax, une brun jaunâtre sur le synthorax et une brune sur l'abdomen. L'aile postérieure mesure environ 22 mm et l'abdomen de la femelle mesure environ 18 mm. 

## Étymologie
Son épithète spécifique, calverti, lui a été donnée en l'honneur de l'entomologiste américain Philip Powell Calvert (1871-1961).

## Publication originale
- (pt) Newton Dias dos Santos, « Ypirangathemis calverti, Novo Gênero e Nova Espécie (Odonata: Libellulidae) », Revista de Entomologia, Rio de Janeiro, vol. 16, no 3,‎ 1945, p. 457-462 (ISSN 0375-0825).